# فلاديمير كولن
فلاديمير كولن (بالرومانية: Vladimir Colin)‏ هو كاتب للأطفال ومترجم وكاتب وشاعر روماني، ولد في 1 مايو 1921 في بوخارست في رومانيا، وتوفي بنفس المكان في 6 ديسمبر 1991.